# Cysticapnos vesicaria
Cysticapnos vesicaria là một loài thực vật có hoa trong họ Anh túc. Loài này được (L.) Fedde mô tả khoa học đầu tiên năm 1924.